# Jules Barhalengehwa
 Jules Barhalengehwa Basimine  (né à Katana le 20 janvier 1977) est un homme politique de la République démocratique du Congo et député national, élu de la circonscription de Kabare dans la province du Sud-Kivu,,,.

## Biographie
Jules Barhalengehwa est né à Katana au Sud-Kivu le 20 janvier 1977. Il est élu député national dans la circonscription électorale de Kabare dans la même province, il est en outre membre du groupement politique L’Alliance.
Il est secrétaire général du parti politique Parti Travailliste (TP) de l'honorable Steve Mbikayi.